# Агариста (дочь Клисфена)
Агариста (др.-греч. Ἀγαρίστη) — дочь сикионского тирана Клисфена, жена Мегакла Алкмеонида.
После того, как его квадрига, предположительно в 576 до н. э., победила на Олимпийских играх, Клисфен, возгордившись своими успехами, решил выдать дочь замуж, организовав это мероприятие с невиданным размахом. Свадьба произвела на современников такое сильное впечатление, что со временем обросла легендами и анекдотами, вроде рассказа о выходке афинянина Гиппоклида.
По преданию, женихи съехались со всей Греции, и даже из Италии. Впоследствии молва добавила к ним ряд имен людей, живших в другое время (сватовство, вероятно, проходило между 575 и 571 до н. э.) Клисфен подверг претендентов строгой проверке, продолжавшейся, якобы, целый год, после чего отдал руку дочери афинянину Мегаклу.
Гельмут Берве полагал, что не последнюю роль в этом выборе сыграло то, что Мегакл, как и Клисфен, не был дорийцем (сикионский тиран понизил статус этого племени в своем государстве и был в плохих отношениях с дорийскими полисами).
О самой Агаристе известно немного. Она была матерью реформатора Клисфена, «который ввел демократию в Афинах», и Гиппократа, дочь которого, названная в честь бабки, стала женой политика Ксантиппа и матерью Перикла.
Её дочь Кесира была около 556 до н. э. выдана Мегаклом за Писистрата, с которым он заключил союз. Брак был коротким и неудачным, так как тиран не хотел иметь от жены детей, ссылаясь на проклятье, тяготевшее над Алкмеонидами. Когда Кесира сообщила матери, что муж «общался с ней неестественным способом», произошел скандал, и Писистрату пришлось покинуть Афины.